# Intimin
Intimin ist ein Protein, das von pathogenen Escherichia coli-Stämmen und Bakterien der Art Citrobacter durch Sekretion ausgeschieden wird. Es ist notwendig für das Kleben (Adhärenz) des Bakteriums an der Darmmucosa, so dass es zu den Adhäsinen zählt. Außerdem fungiert es als Membrankanal in Darmzellen, mit dessen Hilfe das Bakterium weitere Proteine einschleusen kann.
Intimin gelangt mit Hilfe des Typ-III-Sekretionssystems an die Oberfläche der Bakterienzelle. Für den zu Läsionen führenden Gesamtvorgang sind weitere Proteine des Bakteriums erforderlich.
Intimin gehört zu einer Familie von Transportproteinen, zu der auch das Invasin von Yersinia-Bakterien gezählt wird.

## Unterschiede Mensch und Rind
Während sich beim Menschen im weiteren Infektionsverlauf eine enterohämorrhagische Colitis ausbilden kann, trägt bei Rindern das Fehlen eines Rezeptors zu der Möglichkeit bei, dass sie derartige Bakterien symptomlos ausscheiden und sie über ihre Gülle auf die menschliche Nahrungskette übertragen können. Der komplexe Vorgang kann sich aber auch bei Tieren pathogen auswirken.